# Isobuttersäureisobutylester
Isobuttersäureisobutylester ist eine chemische Verbindung aus der Gruppe der Carbonsäureester.

## Vorkommen
Isobuttersäureisobutylester wurde in Hopfenöl, Weintrauben, Aprikosen, Bananen, Melonen, Erdbeeren, Apfelwein, Maracujawein, Sherry, Wein, Whiskey, Oliven, Quitten, Lorbeer, Myrrhe, chinesischen Quitten und Kamillenöl nachgewiesen.

## Gewinnung und Darstellung
Isobuttersäureisobutylester kann durch katalytische Reaktion, indem Dämpfe von Isobutylalkohol und Isobuttersäure unter Druck über Kupfer(II)-oxid + Aluminiumoxid, Zinkoxid + Aluminiumoxid oder Kupfer(II)-oxid + Zinkoxid + Aluminiumoxid bei 350 bis 400 °C geleitet werden, gewonnen werden.

## Eigenschaften
Isobuttersäureisobutylester ist eine farblose Flüssigkeit mit fruchtigem Geruch, die sehr schwer löslich in Wasser ist. Geschmack und Geruch erinnern an Ananas. Bei neutralem pH-Wert (pH 7) beträgt die Halbwertszeit in Wasser etwa 9,217 Jahre bei 25 °C. Bei pH 8 sinkt die Hydrolyse-Halbwertszeit auf 337 Tage.

## Verwendung
Isobuttersäureisobutylester wird hauptsächlich als Lösungsmittel eingesetzt, insbesondere für Nitrocelluloselacke und -verdünnungen sowie Beschichtungen für Kunststoffsubstrate und High-Solid-Lacke. Die meisten Endanwendungen finden sich in Beschichtungen (Automobil, Industrie, Holzmöbel und Grafik). Sie kann auch als Aromastoff verwendet werden. Sie ist auch als Futtermittelzusatzstoff zugelassen.

## Sicherheitshinweise
Die Dämpfe von Isobuttersäureisobutylester können mit Luft ein explosionsfähiges Gemisch (Flammpunkt 37 °C, Zündtemperatur 432 °C) bilden.